# Convent de Franciscans (Cocentaina)
El convent de franciscans de Sant Sebastià en Cocentaina (el Comtat) està situat als afores de la població i data de la primera meitat del segle xv, si bé compta amb reformes i afegits dels segles XVIII i XX.
El convent està format per nombrosos edificis afegits entre els quals destaquen l'església, el claustre i el pòrtic d'entrada del s. XVIII amb arcs de mig punt. El claustre compta amb galeries tancades en el primer pis, amb frescos a les seues parets del s. XIX, que representen la vida de Sant Francesc d'Assís. L'església té tres trams i cor alt als peus. Compta amb ornaments barrocs en els arcs torals, presbiteri amb volta bufada, sense cúpula i capelles entre contraforts amb petits buits de comunicació entre elles, on destaquen els tons grisos, blancs i daurats sobre pintures al fresc més antigues.
En el trasaltar s'observen també frescos barrocs de caràcter popular. En un lateral es troba la capella de la Comunió, amb planta de creu gairebé grega, volta bufada i finestres laterals. Són curioses les voltes i els arcs de maó que poden veure's en diferents parts del convent. Totes les construccions són senzilles: tot just destaquen en la façana de l'església un arc de pedra i els arcs, també de pedra, del pòrtic d'accés. La resta dels paraments està arrebossat.
A la plaça exterior hi ha una creu gòtica ricament ornamentada, considerada una de les joies del patrimoni de Cocentaina.